# Tunelul de bază Gotthard

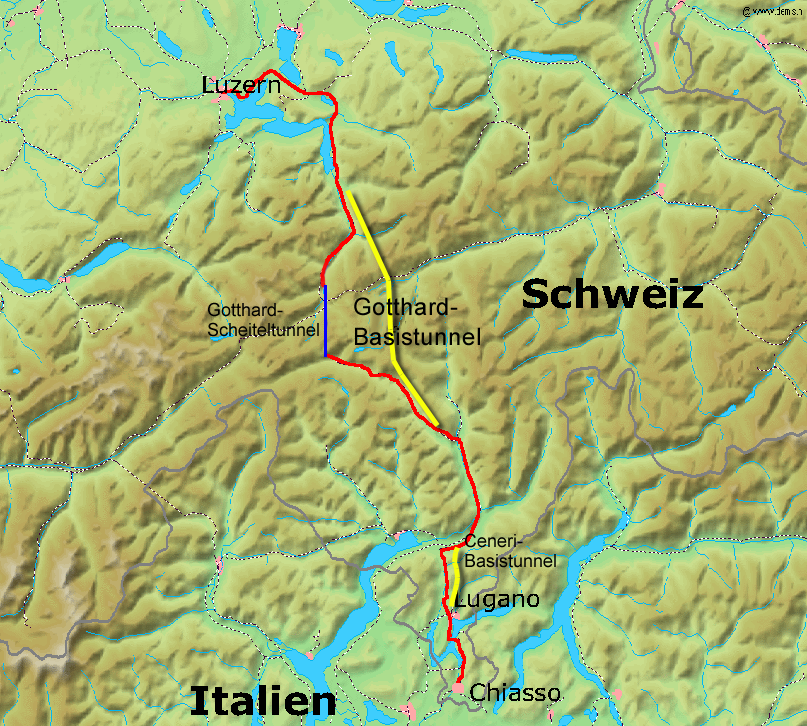
Hartă

Tunelul de bază Gotthard (în italiană Galleria di base del San Gottardo) este un tunel de cale ferată construit la baza masivului Gotthard între 1999 și 2016. Tunelul, care leagă Elveția de Italia pe direcția nord-sud, este format din 2 galerii principale paralele (pentru fiecare cale de rulare) și câteva tronsoane de legătură între ele. Galeria de vest măsoară 56,978 km, iar cea de est 57,091 km, acesta fiind cel mai lung tunel din lume. Lungimea totală a galeriilor, inclusiv toate galeriile de legătură și acces este de 153,5 km.
Înainte de acest tunel, cel mai lung tunel din lume a fost tunelul Seikan din Japonia, cu 53,9 km.
A nu se confunda cu Tunelul Gotthard, tot numai feroviar, dat în folosință încă din anul 1882.
Printre avantajele tunelului se numără scurtarea cu o oră a duratei călătoriei între Zürich și Milano (de la 3 h 40 min. la circa 2 h 40 min.). Trenurile rapide circulă prin tunel cu viteze de 200 până la 270 km/h. De asemenea și trenurile de marfă circulă prin tunel cu viteză mare. Printre altele tunelul descongestionează circulația rutieră actuală din Tunelul rutier Gotthard (dat în folosință 1980, 16,3 km). Drumul prin tunelul de bază este mai scurt cu cca. 30 km, iar la traversarea Alpilor are altitudinea de numai de 550 m deasupra n.m..
Străpungerea celor 57 km ai galeriei de est a avut loc la 15 octombrie 2010. Galeria de vest a fost străpunsă în anul 2011.